# ズー・ステーション (曲)
「ズー・ステーション」（Zoo Station）は『アクトン・ベイビー(Achtung Baby)』に収録されているU2の楽曲である。

## 概要
1990年10月、U2は、ベルリンのハンザスタジオで解散の危機に陥りながら、「One」を生みだし、一旦、ダブリンに戻ってベルリンに作った曲の可能性を確認した後、1991年1月再びハンザスタジオに戻った。この時完成したのは「One」と「Mysterious Ways」の2曲だけだったが、このセッションでバンドは多大なインスピレーションを受け、2月に再びアイルランドに戻ると、『The Unforgettable Fire」や『The Joshua Tree』のセッションにあった”別荘効果”を狙って、ダブリン郊外のダブリン湾に面したダルキーという場所にあるElsinoreというホテルにDog Townと名づけたスタジオを作り、そこでレコーディングを再開した。このセッションで「Lady With the Spinning Head」が「The Fly」「Ultraviolet (Light My Way)」「Zoo Station」に3分割し、「Zoo Station」についてはインダストリアルな部分をもっと強調しようということになった。
曲作りはラノワ、イーノ、フラッドのプロデューサーチーム主導で行われ、ボノが初期のヴォーカルパートを嫌っていたので、それにディストーションをかけて、まるでメガフォンを通じて歌っているようなヴォーカルに仕上げた。またイーノはレコーディングの間、この曲の様々なミックスを制作し、それもバンドに刺激を与えた。そのうちの一つ「Bottoms (Watashitachi No Ookina Yume)」（日本で作ったものらしい）は、『Original Soundtracks 1』のボーナストラックと「Miss Sarajevo」のシングルのB面に収録されている。レコーディングの最終段階でフラッドがアシスタントエンジニアのシャノン・ストロングの力を借りつつ、ドラムにもディストーションをかけ、曲全体に"崩壊感覚"を漂わせることで、ようやく納得いく形に仕上がった。
歌詞は第二次世界大戦中にベルリンが爆撃を受け、破壊されたベルリン動物園の檻からキリンやペリカンやフラミンゴが逃げ出して、街中をうろついていたという話とベルリン動物園駅と通る地下鉄に「U2線」という路線があったことから、インスパイアされたものである。アダムが「レコードをかけた時に『このレコードは壊れている』『これはU2のニューアルバムのはずがない。何かの間違いだ』と思ってほしかった」と述べているとおり、U2の変化を示すに相応しいオープニングトラックである。

## ライブ
「Zoo Station」は、1992年2月29日にフロリダ州レイクランドで開催されたZoo TVツアーの初日にライヴ・デビューし、ライブのオープニング曲として156回演奏された。「Zoo Station」の演奏中、ボノは青と白のビデオノイズの巨大スクリーンを背景にシルエットでステージに登場し、革をまとったステージ・ペルソナ「ザ・フライ」に扮し、しばしばガチョウ足でステージに登場した。
その後、PopMart ツアーとElevationツアーでは演奏されなかったが、Vertigoツアーで再びセットリストに加わった。この曲は、バンドの1990年代をオマージュしたミニZoo TVセットの一部として、他のAchtung Baby/Zoo TV時代の曲と共に最初のアンコールで演奏されることが最も多かった。この曲は2006年11月を最後に2015年9月24日のイノセンス＋エクスペリエンス・ツアーのコンサートまでライブでは演奏されず、2018年のエクスペリエンス＋イノセンス・ツアーで再びセットリストに戻り、19回演奏された。
U2はラスベガスのスフィアで2023年から2024年にかけて『U2:UV Achtung Baby Live At Sphere』公演を行った際、ライブのオープニング曲として「Zoo Station」を演奏した。このイントロが流れると、会場のLEDスクリーンに表示されていたコンクリートのビジュアルが割れ、安藤忠雄の光の教会にインスパイアされた4つの象限に分裂した。背後にはビデオ映像が映し出されただ、その一部はZoo TVツアーでマーク・ペリントンが製作したオリジナル映像だった。ボノはZoo TV同様、「ザ・フライ」の特徴であるラップアラウンド・サングラスをかけてコンサートを始めた。
この曲のライブ・パフォーマンスは、ビデオ・リリース『Zoo TV』に収録されている： Live from Sydney』と『Vertigo 2005』に収録されている。またVertigoツアーでの 「Zoo Station 」のライヴ・ヴァージョンは、「Window in the Skies」のシングルのB面としても収録されている。

## リミックス
- Bottoms (Watashitachi No Ookina Yume) (Zoo Station remix) (1994)

by Passengers 
(Original Soundtracks 1 収録)

## オマージュ
- 鮎川誠（U2ファン）にロックを教えてもらって、U2を聴き始めた永井真理子がこの曲の影響を受けて、自身のアルバムに『Open Zoo』というタイトルをつけている。